# Guy Gilpatric
John Guy Gilpatric est un aviateur et un écrivain américain né le 21 janvier 1896 à New York (État de New York) et mort le 7 juillet 1950 à Santa Barbara (Californie).

## Biographie
Un des pionniers de l'aviation, Gilpatric commence à voler dès son adolescence. Pendant la guerre de 1914, il sert en France au sein du First Aero Squadron (en) du corps expéditionnaire américain,.
Par la suite il abandonne l'aviation et se tourne vers l'écriture. Il est surtout connu pour les aventures de Colin Glencannon, publiées dans le Saturday Evening Post,.
En juillet 1950, sa femme, Maude Louise Gilpatric, apprend être atteinte d'un cancer du sein. Ils décident alors de se suicider ensemble.

## Œuvres
- 1943 : Action in the north Atlantic (E. P. Dutton & co., New York)
- 1944 : Mr. Glencannon ignores the war (E. P. Dutton & co., New York)

## Filmographie
Télévision
- 1952 : Studio One (1 épisode)
- 1953 : ABC Album (1 épisode)
- 1959 : Glencannon (39 épisodes)

Cinéma
- 1943 : Convoi vers la Russie de Lloyd Bacon

## Nominations
- Oscars du cinéma 1944 : Oscar de la meilleure histoire originale pour Convoi vers la Russie